# Meldesystem für Texte auf Internetseiten
Meldesystem für Texte auf Internetseiten (METIS) ist eine Abteilung der Verwertungsgesellschaft Wort (VG Wort), die es erlaubt, Tantiemen für Texte im Internet an Autoren auszuschütten. Die Abteilung ist seit dem 1. Januar 2007 aktiv; die erste Ausschüttung erfolgte 2008 für das Vorjahr. Die VG Wort ist derzeit die weltweit einzige Verwertungsgesellschaft, die Tantiemen für Texte im Internet ausschüttet. Die Vergütung kann grundsätzlich jeder Webseitenbetreiber oder Autor erhalten, also Blogger ebenso wie Journalisten.
Seit Januar 2019 ist auch in Österreich (über die Literar-Mechana) eine Meldung für Weblogs und Texte im Internet möglich, sofern diese entsprechende Anforderungen erfüllen. Für einige Verlage ist dieses auch in der Schweiz bei der ProLitteris über „Onlinewerke entschädigen“ möglich.
Durch Konsumentenstudien wurde ermittelt, dass die Hälfte der auf DVD und CD gebrannten urheberrechtlich geschützten Texte aus dem Internet heruntergeladen wurde. Auf DVD/CD-Brenner erhebt die VG Wort so genannte Geräteabgaben im Bereich „Reprographievergütung“. Diese sind nach Abzug anderer Ausgaben zur Ausschüttung im Folgejahr vorgesehen, ein Anteil hiervon fließt jeweils in die METIS-Ausschüttungen. Die Kopiergeräteabgaben erhöhten sich 2009 insbesondere durch einen starken Anstieg des Aufkommens aus Fotokopier- und Multifunktionsgeräten auf 377,15 Mio. Euro.
Die Anzahl der teilnehmenden Autoren und Seitenmeldungen hat sich im Jahr 2008 gegenüber dem METIS-Startjahr 2007 verzehnfacht, im Folgejahr 2009 erneut versechsfacht. Inzwischen werden jedes Jahr mehr als 200.000 METIS-Meldungen abgewickelt. Für Texte im Internet wurden 2008 insgesamt 110.000 Euro an 401 Autoren und 19 Verlage ausgeschüttet, im Jahr 2009 stieg dies auf 616.285 Euro an 2.466 Autoren und 39 Verlage (inkl. Meldungen zur Sonderausschüttung) (Stand April 2010).

## Reguläre METIS-Ausschüttung
Anspruch auf diese Tantiemen haben Urheber, die ihre Texte im Internet veröffentlichen, wenn diese bestimmte Bedingungen erfüllen. Sollten die Texte über Verlage oder Organisationen indirekt ins Internet gelangen, so werden die Tantiemen zwischen Verlag/Seitenbetreiber und Autoren im Verhältnis 40:60 aufgeteilt.
Für die reguläre Ausschüttung (im Unterschied zur Sonderausschüttung) müssen folgende Bedingungen erfüllt sein:
- Urheberschaft des Textes
- Anmeldung bei VG Wort als Autor jeweils bis zum 31. Dezember des Meldejahres (als „Bezugsberechtigter“ ohne Wahrnehmungsvertrag oder als „Wahrnehmungsberechtigter“[7]).
- Eine Textlänge von mindestens 1.800 Anschlägen. Lyrik kann unabhängig vom Umfang gemeldet werden.
- Der Text ist nicht kopiergeschützt.
- Die Zählmarke von METIS ist im Quelltext vorhanden.
- Die Sessions der Texte übersteigen in einem Jahr eine bestimmte Grenze.
- Die Texte werden über das Onlineportal T.O.M. gemeldet.

Wenn bestimmte Zugriffszahlen in einem Kalenderjahr erreicht werden, können diese Texte bei der VG WORT gemeldet werden.

## Entwicklung der Tantiemen
Zwischen den Erhebungsjahren 2014 und 2020 stiegen die Ausschüttungen für Texte (mit mehr als 1.500 Aufrufen) in jedem Jahr erheblich: Während für das Jahr 2014 noch 12 Euro pro Text ausgezahlt wurde, hatten die Tantiemen für das Jahr 2020 bereits 45 Euro pro Text erreicht. Für 2021 wurden rund 44 Euro ausgezahlt, für 2022 brachen die Tantiemen drastisch auf rund 33 Euro ein: Das Magazin Übermedien machte dafür unter anderem die Verlagshäuser Ippen und Funke verantwortlich: Die Verlage, so der Vorwurf, würden identische Texte mit mehreren Zählpixeln ausstatten, wenn diese auf unterschiedlichen Portalen veröffentlicht würden, um ihre Tantiemen auf diese Weise zu vervielfachen. Ippen wurde zudem vorgeworfen, Texte bei der VG Wort zu melden, die mithilfe von künstlicher Intelligenz erstellt wurden.

### Tantiemen 2007
Im ersten Erhebungsjahr 2007 betrugen die Ausschüttungen:
- für jeden Text, bei dem zwischen 1500 und 2499 Sessions gezählt wurden: 30 Euro
- für jeden Text, bei dem mindestens 2500 Sessions gezählt wurden: 40 Euro

### Tantiemen 2008
Im Erhebungsjahr 2008 betrugen die Ausschüttungen:

#### Für Autoren (Veröffentlichung auf eigener Internetseite)
Für Urheber der Texte (auf der eigenen Internetseite) wurden ausgeschüttet:
- für jeden Text, bei dem zwischen 1500 und 2999 Sessions gezählt wurden: 30 Euro
- für jeden Text mit mindestens 3000 Sessions: 40 Euro

#### Für Autoren und Verlage (Veröffentlichung auf der Verlagsseite)
Bei Veröffentlichung der Texte auf der Verlagsseite wurden die Tantiemen wie folgt aufgeteilt:
- für Autoren: für jeden Text, bei dem zwischen 1500 und 2999 Sessions gezählt wurden: 17,65 Euro, ab 3000 Sessions: 23,53 Euro
- für Verlage/Organisationen: für jeden Text, bei dem zwischen 1500 und 2999 Sessions gezählt wurden: 12,35 Euro, ab 3000 Sessions: 16,47 Euro

Unter Sessions werden dabei die „während einer Zeiteinheit durch einen einzigen Benutzer erzeugten Seitenaufrufe innerhalb einer Internetseite“ verstanden.

### Tantiemen 2009
Für das Erhebungsjahr 2009 wurden an Autoren und Verlage ausgezahlt:
- bei 1.500 bis 2.999 Zugriffen: 20 Euro
- ab 3.000 Zugriffen: 25 Euro
- ab 10.000 Zugriffen: 30 Euro

### Tantiemen 2010
Für das Erhebungsjahr 2010 wurden an Autoren und Verlage ausgezahlt:
- bei 1.500 bis 2.999 Zugriffen: 15 Euro
- ab 3.000 Zugriffen: 20 Euro
- ab 10.000 Zugriffen: 25 Euro

### Tantiemen 2011
Für das Erhebungsjahr 2011 wurden an Autoren und Verlage ausgezahlt:
- bei 1.500 bis 5.999 Zugriffen: 10 Euro
- ab 6.000 bis 23.999 Zugriffen: 15 Euro
- ab 24.000 Zugriffen: 20 Euro

### Tantiemen 2012
Für das Erhebungsjahr 2012 wurden an Autoren und Verlage ausgezahlt:
- bei 1.500 bis 7.499 Zugriffen: 10 Euro
- ab 7.500 bis 37.499 Zugriffen: 13 Euro
- ab 37.500 Zugriffen: 18 Euro

### Tantiemen 2013
Für das Erhebungsjahr 2013 wurden an Autoren und Verlage ausgezahlt:
- bei 1.500 bis 7.499 Zugriffen: 10 Euro
- ab 7.500 bis 37.499 Zugriffen: 12 Euro
- ab 37.500 Zugriffen: 16 Euro

### Tantiemen 2014
Für das Erhebungsjahr 2014 wurden an Autoren und Verlage ausgezahlt:
- Mindestzugriff 1.500 Zugriffe: 12 Euro

### Tantiemen 2015
Für das Erhebungsjahr 2015 wurden an Autoren und Verlage ausgezahlt:
- Mindestzugriff 1.500 Zugriffe: 20 Euro

### Tantiemen 2016
Für das Erhebungsjahr 2016 wurden an Autoren ausgezahlt:
- Mindestzugriff 1.500 Zugriffe: 23,80 Euro

### Tantiemen 2017
Für das Erhebungsjahr 2017 wurden an Autoren ausgezahlt:
- Mindestzugriff 1.500 Zugriffe: 29,40 Euro

### Tantiemen 2018 (Auszug)
Für das Erhebungsjahr 2018 wurden an Autoren ausgezahlt:
- Mindestzugriff 1.500 Zugriffe: 35 Euro
- Sonderausschüttung:
  - 1 bis 20 Texte: 15 Euro
  - 21 bis 60 Texte: 45 Euro
  - 61 bis 120 Texte: 90 Euro
  - 121 bis 240 Texte: 180 Euro

### Tantiemen 2019 (Auszug)
Für das Erhebungsjahr 2019 wurden an Autoren ausgezahlt:
- Mindestzugriff 1.500 Zugriffe: 40 Euro
- Sonderausschüttung:
  - 1 bis 20 Texte: 17 Euro
  - 21 bis 60 Texte: 51 Euro
  - 61 bis 120 Texte: 102 Euro
  - 121 bis 240 Texte: 204 Euro

### Tantiemen 2020 (Auszug)
Für das Erhebungsjahr 2020 wurden an Autoren ausgezahlt:
- Mindestzugriff 1.500 Zugriffe: 45 Euro
- Sonderausschüttung:
  - 1 bis 20 Texte: 20 Euro
  - 21 bis 60 Texte: 60 Euro
  - 61 bis 120 Texte: 120 Euro
  - 121 bis 240 Texte: 240 Euro

### Tantiemen 2021 (Auszug)
Für das Erhebungsjahr 2021 wurden an Autoren (sowie teilweise an Verlage) ausgezahlt:
- Mindestzugriff 1.500 Zugriffe: 43,86 Euro
- Sonderausschüttung:
  - 1 bis 20 Texte: 20 Euro
  - 21 bis 60 Texte: 60 Euro
  - 61 bis 120 Texte: 120 Euro
  - 121 bis 240 Texte: 240 Euro

### Tantiemen 2022 (Auszug)
Für das Erhebungsjahr 2022 wurden an Autoren und Verlage ausgezahlt:
- Mindestzugriff 1.500 Zugriffe: 33,34 Euro, davon jeweils:
  - 23,24 Euro (70 %) an Autoren
  - 10 Euro (30 %) an Verlage
- Sonderausschüttung:
  - 1 bis 20 Texte: 17 Euro
  - 21 bis 60 Texte: 51 Euro
  - 61 bis 120 Texte: 102 Euro

### Tantiemen 2023 (Auszug)
Für das Erhebungsjahr 2023 wurden an Autoren und Verlage ausgezahlt:
- Mindestzugriff 1.500 Zugriffe: 25,05 Euro, davon jeweils:
  - 17,54 Euro (70 %) an Autoren
  - 7,52 Euro (30 %) an Verlage
- Sonderausschüttung:
  - 1 bis 20 Texte: 12 Euro
  - 21 bis 60 Texte: 36 Euro
  - 61 bis 120 Texte: 72 Euro

## Sonderausschüttung
Da sich nicht alle Seitenbetreiber („Verlage“) an METIS beteiligen, können nicht alle Urheber ihre Vergütungsansprüche im Rahmen einer regulären Ausschüttung geltend machen. Deswegen gibt es ein Meldeverfahren zur jährlichen METIS-Sonderausschüttung, an dem nur Urheber teilnehmen können.
Über dieses Verfahren können Texte gemeldet werden, die auf Internetseiten von Verlagen bzw. anderen Seitenbetreibern stehen und die der Urheber selbst nicht kennzeichnen kann. Seiten, die ein METIS-Zählpixel enthalten, werden vom Meldesystem T.O.M. automatisch zurückgewiesen.
In der Sonderausschüttung 2010 für das Erhebungsjahr 2009 wurden für den ersten gemeldeten Text zwölf Euro und für jeden weiteren Text drei Euro an den jeweiligen Autoren ausgeschüttet. In der Sonderausschüttung für 2018 wurde für 1–20 Texte auf einer Domain 15 € bezahlt, für 21–60 Texte auf einer Domain wurden 45 € bezahlt etc.
Die Frist für eine Meldung von Texten im Internet zur Sonderausschüttung wurde erstmals im Jahr 2010 bis zum 31. März des Folgejahres verlängert. Neben Texte im Internet ohne METIS-Zählpixel können auch E-Books gemeldet werden, wenn es sich um E-Books handelt, die im Format ePub oder PDF ohne harten Kopierschutz angeboten werden. Gemeldet wird dabei die Seite, auf der ein E-Book angeboten wird. Dieses können beispielsweise die Seite eines Verlags oder eines  Online-Sortimenter  (Online-Buchhandlung) sein. Gemeldet wird dabei die Domain und die Anzahl der Texte.

## Online-Meldesystem T.O.M.
Seit dem 9. Juli 2009 erfolgen Meldungen für Texte im Internet bei der VG Wort ausschließlich online über das Registrierungs- und Meldeportal T.O.M. Die Abkürzung steht für „T.exte O.nline M.elden“.
Auf der Plattform können Zählmarken für die Texte bestellt werden (Download als csv- bzw. PDF-Datei). Die Zählmarkenverwaltung und Online-Meldung der Texte, auch zur Sonderausschüttung, ist ebenfalls integriert. Zudem können Autoren dort Sprachtonträger und Vortragsrechte anmelden.
Die einmalige Registrierung muss jeweils bis zum 31. Dezember eines Erhebungsjahres abgeschlossen sein (Posteingang bei der VG Wort).

### Zählmarkenbestellung und -verwaltung
Über T.O.M. können pro Bestellung maximal 100 personalisierte Zählmarken bestellt werden. Je Anwender und Kalenderjahr maximal 4000 Zählmarken.
Die Zählmarken werden als csv- und PDF-Datei zur Verfügung gestellt und beinhalten jeweils einen html-Code für den Einbau eines Bildpixels zum Zählen der Texte sowie einen Code für das Zählen von verlinkten pdf-Dateien. Mit dem zusätzlich zur Verfügung gestellten persönlichen Identifikationscode jeder Zählmarke kann der Anwender den Zählerstart über das Online-Meldesystem – und damit den korrekten Einbau der Zählmarke (wird in der Regel erst nach ca. 48 Stunden nach Einbau im Online-Meldesystem angezeigt) – kontrollieren und die Verwaltung der einzelnen Zählmarken online vornehmen.
Im Februar 2023 stellte die VG Wort auch ein eigenes Wordpress Plugin zur Verfügung, durch das sowohl das Bestellen als auch Zuordnen von Zählmarken über einen API-Key direkt aus Wordpress über die VG Wort möglich ist. Ferner können auch bereits eingebundene Zählmarken bspw. durch die Wordpress Plugins Worthy oder Prosodia mit diesem Plugin verknüpft werden.